# Großrückerswalde
Großrückerswalde är en kommun och ort i Landkreis Erzgebirgskreis i förbundslandet Sachsen i Tyskland. Kommunen har cirka 3 300 invånare.